# Washington (Luisiana)
Washington es un pueblo ubicado en la parroquia de St. Landry en el estado estadounidense de Luisiana. En el Censo de 2010 tenía una población de 964 habitantes y una densidad poblacional de 438,4 personas por km².

## Geografía
Washington se encuentra ubicado en las coordenadas 30°36′56″N 92°3′36″O / 30.61556, -92.06000. Según la Oficina del Censo de los Estados Unidos, Washington tiene una superficie total de 2.2 km², de la cual 2.14 km² corresponden a tierra firme y (2.59%) 0.06 km² es agua.

## Demografía
Según el censo de 2010, había 964 personas residiendo en Washington. La densidad de población era de 438,4 hab./km². De los 964 habitantes, Washington estaba compuesto por el 43.78% blancos, el 53.32% eran afroamericanos, el 0.41% eran amerindios, el 0.1% eran asiáticos, el 0% eran isleños del Pacífico, el 0.62% eran de otras razas y el 1.76% pertenecían a dos o más razas. Del total de la población el 1.87% eran hispanos o latinos de cualquier raza.